# Autoroute A 352
Die Autoroute A 352, auch als Antenne de Molsheim bezeichnet, ist eine mautfreie französische Autobahn, die in Duppigheim beginnt und in Dorlisheim endet. Sie hat eine Länge von 7,0 km. Die Autobahn wurde am 15. September 1988 eröffnet (A 35 - D1420).